# Grognon

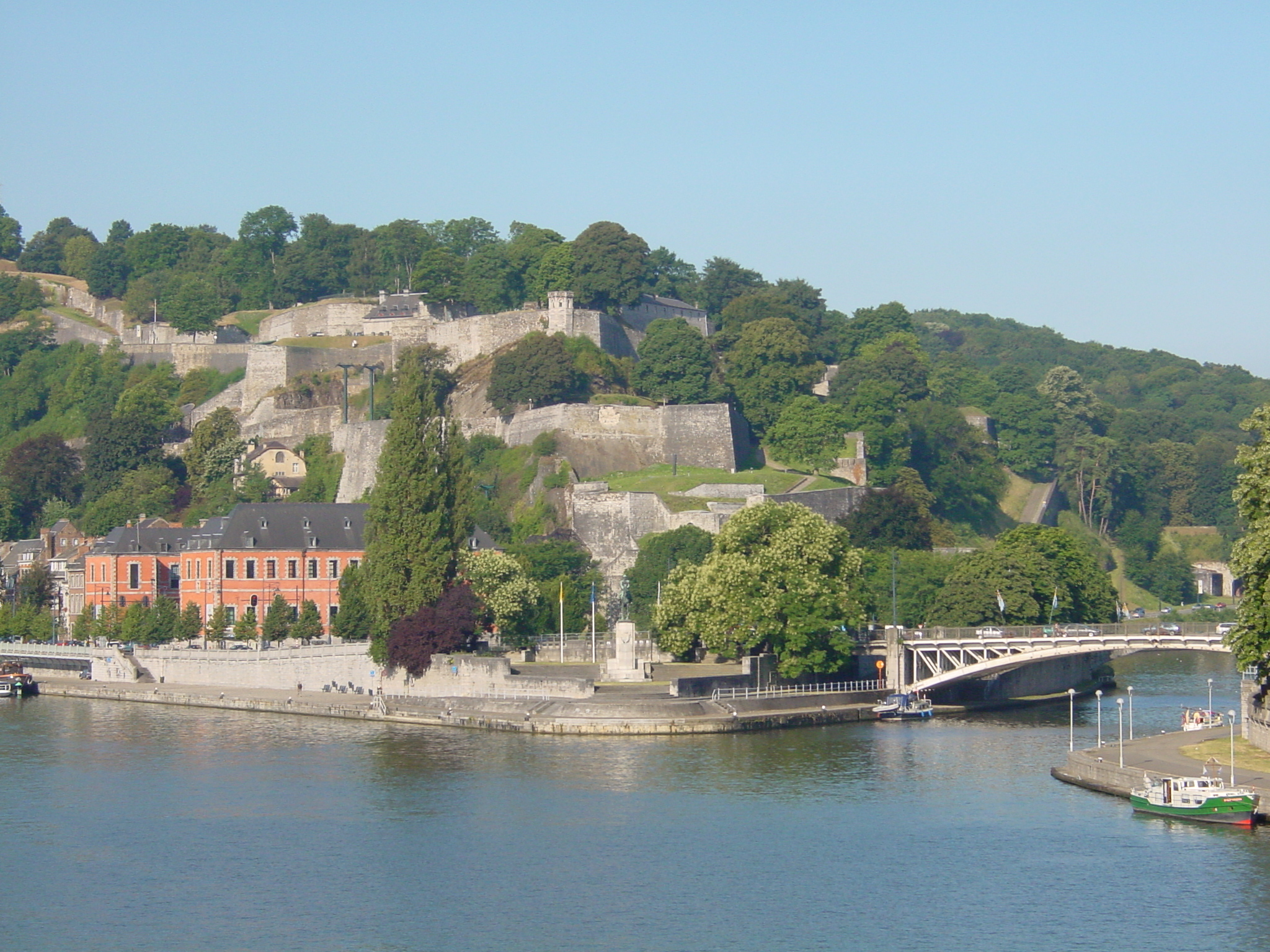
Le Grognon, la Meuse, le Saint-Gilles (Parlement de Wallonie), la citadelle et la Sambre.

Le Grognon est le cœur historique de la ville belge de Namur, capitale de la Wallonie, chef-lieu de la province du même nom, prenant la forme d’une pointe de terre à la confluence de la Sambre et de la Meuse. L'ancien hospice Saint-Gilles (côté Meuse) abrite le Parlement de la région Wallonne.
Le site fut autrefois le poste de perception d'un impôt de passage pour les chalands.

## Quartier
Les lieux furent habités en continu jusqu'au XXe siècle. Entre 1968 et 1972, les habitations de la pointe extrême du Grognon furent rasées en raison de leur mauvais état ; seuls l'hospice Saint-Gilles et la rue Notre-Dame furent conservés. Ce quartier s'appelait également la "Sarrace" dont le centre était l'église Saint-Hilaire. L'église Notre-Dame sise dans la rue du même nom était l'église mère de Namur. Sa démolition due au préfet français en 1803 a, à l'époque de cette annexion, créé beaucoup d'émotion. Le prétexte en était la construction d'une route de liaison plus large.

## Fouilles archéologiques

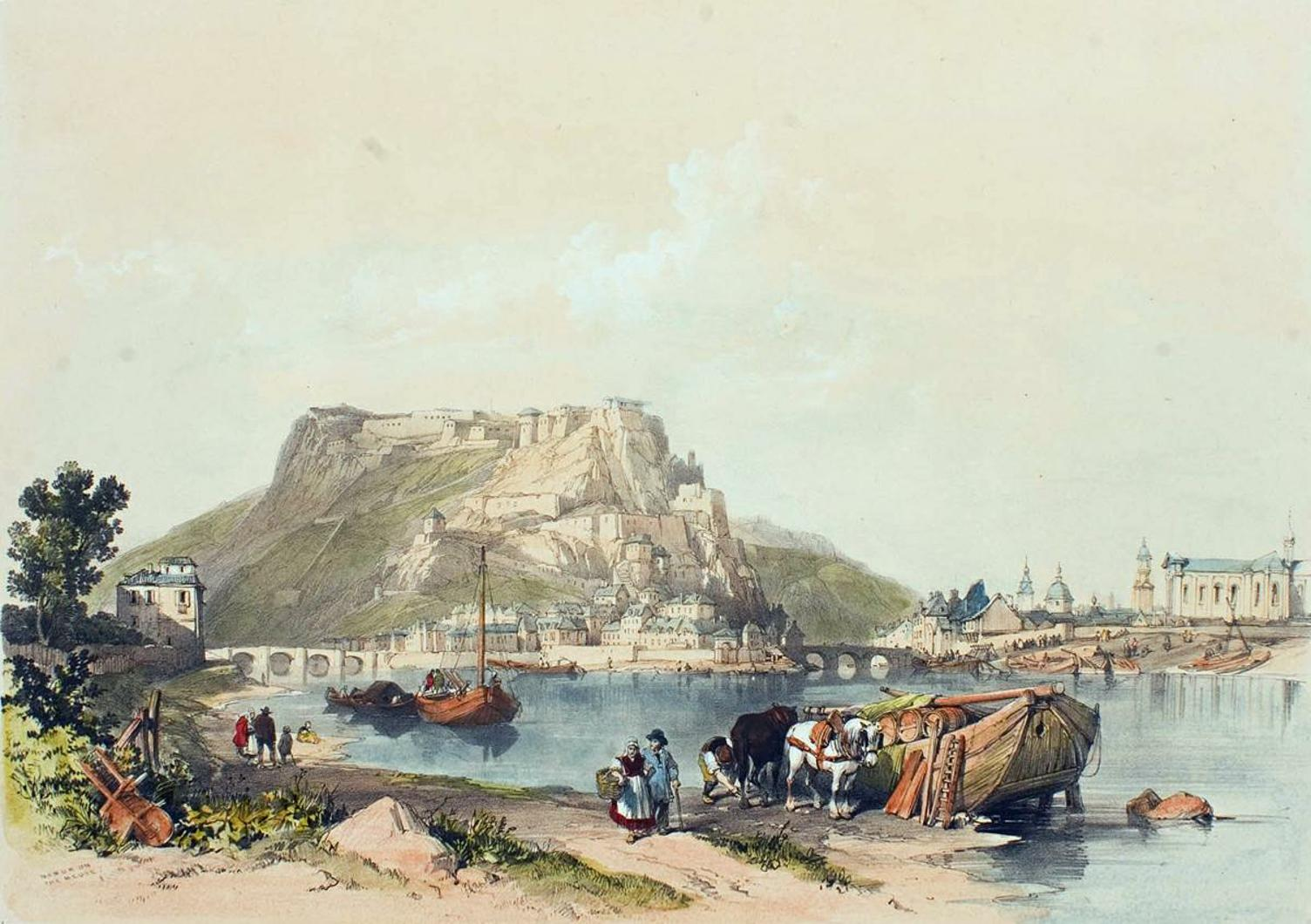
Le Grognon en 1838.

Après la démolition du quartier en 1972, des fouilles archéologiques faites par l'Université libre de Bruxelles et le musée archéologique de Namur ont révélé une portion de route et des caves d'époque romaine. Des sondages ont révélé une occupation du site remontant au Mésolithique, soit 6 700 ans avant notre ère. Le Néolithique final a vu également une occupation sporadique de la pointe du confluent.
De nouvelles fouilles ont lieu entre 2017 et 2019 dans le cadre du réaménagement du site.

## Étymologie
Un grognon est une petite proéminence en forme de bec (de l'ancien français groin).